# Nicole Ansperger

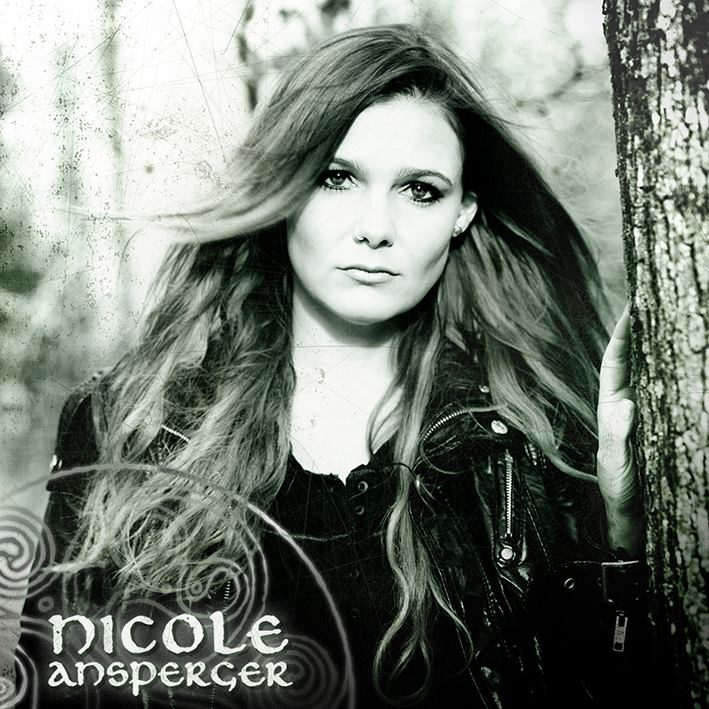
Nicole Ansperger

Nicole Ansperger (* 1981 in Stuttgart) ist eine deutsche Musikerin.

## Leben

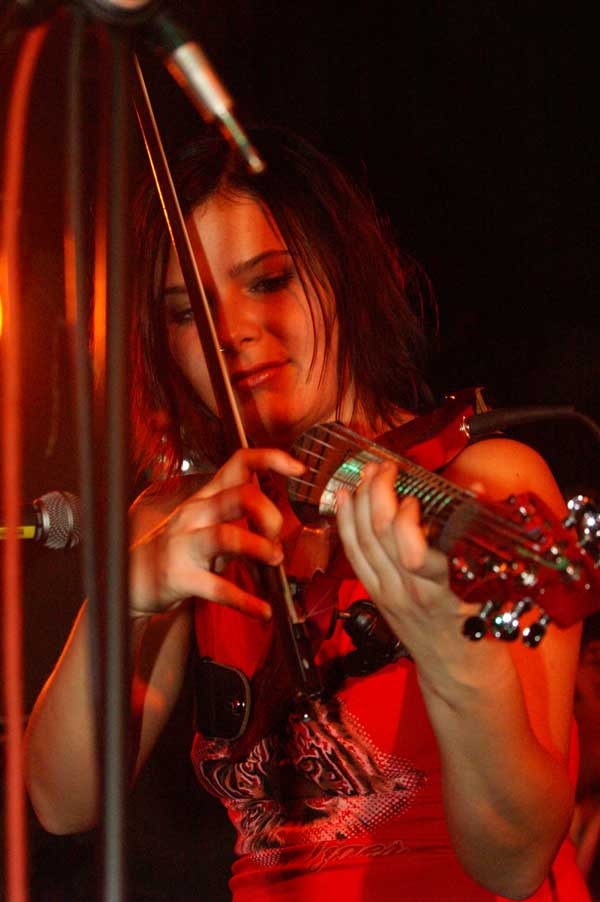
Nicole Ansperger

Bereits mit drei Jahren wurde Nicole Anspergers Begabung in der musikalischen Früherziehung entdeckt. Auf Grund ihres guten Gehörs und der motorischen Fähigkeiten erfolgte die Empfehlung, ein Streichinstrument zu erlernen.
Mit sechs Jahren wurde sie Schülerin des Violinisten George Moradian. Er förderte ihr Talent und ließ sie ihren eigenen Stil entwickeln. Unter seiner Leitung gewann Nicole mit elf Jahren den Talentwettbewerb „Jugend musiziert“. Kurz darauf sammelte sie Erfahrungen in einem Jugendorchester.
Da die klassische Musik nicht ihrem musikalischen Geschmack entsprach, kam sie einige Zeit später über die The Hooters-Coverband Jonny B. zum Folk-Rock. Durch zahlreiche Festival-Auftritte wurden weitere Bands auf sie aufmerksam. Es folgten Gastauftritte bei verschiedenen Bands und Musikern wie Billy Goodman und Sean Tracey. 2004 wurde sie von The Hooters für deren Deutschland-Tournee engagiert. Dadurch wurde die deutsche Folkrockband Paddy Goes to Holyhead (PGTH) auf sie aufmerksam.
Von 2005 bis Ende 2013 hatte sie ein festes Engagement bei PGTH und spielt als Gastmusikerin häufig bei Jamie Clarkes (ehemaliger Pogues-Gitarrist) Band Perfect. 2005 produzierte sie ihre erste CD mit Jo Naumann (Keyboarder und Sänger bei PGTH). Von Juli 2008 an spielte sie auch bei der Band Across the Border.
Im Dezember 2013 wurde sie Mitglied der Band Eluveitie, die sie 2015 verließ und 2017 wieder beitrat.